# Адхунтас (Пуерто-Рико)
Адхунтас (ісп. Adjuntas, МФА: [aðˈxuntas]) — муніципалітет Пуерто-Рико, острівної території у складі США. Заснований 11 серпня 1815 року.

## Географія
Площа суходолу муніципалітету складає 173 км² (10-е місце за цим показником серед 78 муніципалітетів Пуерто-Рико).

## Демографія
Станом на 2010 рік на території муніципалітету мешкало 19 483 ос.
Динаміка чисельності населення:

## Населені пункти
Основним населеним пунктом муніципалітету Адхунтас є однойменне місто:
| Населений пункт | Статус | Населення :   | Населення :   | Населення :   |
| Населений пункт | Статус | на 01.04.1990 | на 01.04.2000 | на 01.04.2010 |
| --------------- | ------ | ------------- | ------------- | ------------- |
| Адхунтас        | Місто  | 5 081         | 4 980         | 4 406         |